# Dia de la Poesia Catalana a Internet
El Dia de la Poesia Catalana a Internet, commemorat el 17 de març, és una iniciativa impulsada per la Universitat Oberta de Catalunya (UOC) l'any 2011 per tal de donar visibilitat a la producció poètica en català.
Amb l'objectiu de promoure'n la vitalitat i qualitat, els lectors i escriptors publiquen versos, fotografies de poemes i articles sobre poesia catalana en les seves xarxes socials (com ara Twitter, Instagram, Facebook o TikTok), tot afegint-hi l'etiqueta #poesiacatalana. En anteriors edicions, se n'havien emprat d'altres, com #jollegeixo.
A Twitter, el projecte de literatura catalana LletrA, impulsat per la UOC i l'Institut Ramon Llull (IRL), convida els seus seguidors a publicar àudios amb poemes recitats. A més, el projecte posa a l'abast dels lectors una llista de recursos sobre poesia catalana a Internet.
Aquesta diada se celebra quatre dies abans del Dia Mundial de la Poesia (21 de març), creat per la UNESCO.